# Oskar Opstad Vike
Oskar Opstad Vike (7 gennaio 2004) è un fondista norvegese.

## Biografia
Attivo dal novembre del 2021, in Coppa del Mondo Oskar Opstad Vike ha esordito il 30 novembre 2024 nella sprint disputata a Kuusamo (9º) e ha conquistato il primo podio il 14 febbraio 2025 a Falun nella medesima specialità (3º); non ha preso parte a rassegne olimpiche o iridate.

## Palmarès

### Coppa del Mondo
- 1 podio (individuale):
  - 1 terzo posto